# Sladký život na moři (2. řada)
Druhá řada seriálu Sladký život na moři navázala na předchozí první řadu seriálu. Americká televizní stanice Disney Channel ji uvedla premiérově od 7. srpna 2009. Má celkem 28 dílů, z toho 2 hodinové speciály (dvojdíly). Díly byly vysílány v odlišném pořadí oproti produkci. Seriál poté pokračoval svou poslední, třetí řadou.

## Herecké obsazení
- Cole Sprouse, Dylan Sprouse a Brenda Song účinkovali ve všech dílech.
- Debby Ryan chyběla v jednom dílu (2x16).
- Phill Lewis chyběl v šesti dílech (2x04, 2x06, 2x07, 2x18, 2x21, 2x25).
- Doc Shaw nastoupil do seriálu v dílu 2x09 a následně chyběl v jednom dílu (2x25).
- Camilla Rosso a Rebecca Rosso si své vedlejší role Janice a Jessicky ze seriálu Sladký život Zacka & Codyho zopakovaly v jednom dílu (2x22).
- Adrian R'Mante si svou vedlejší roli Estebana Chulia Ricarda de la Rosy Ramirete ze seriálu Sladký život Zacka & Codyho zopakoval v jednom dílu (2x14).

## Seznam dílů
| Řada | Epizoda | Anglický název             | Český název                  | Premiéra v USA     | Premiéra v ČR      | Produkční číslo |
| 22 | 1       | The Spy Who Shoved Me      | Špion, který mě zmanipuloval | 7. srpna 2009      | 19. listopadu 2011 | 205             |
| Na lodi se objevuje Špion Smith. Špion ale omylem vypije zkažený džus a tak si nemůže plnit povinnosti, kvůli kterým na loď přišel. Potkává Zacka a Codyho a přinutí je, aby mu pomohli udělat to, co on teď díky zažívacím problémům udělat nemůže. Veškerou práci za něj musí udělat Zack a Cody. Cody se kvůli tomu téměř pohádá s Bailey, protože jí nemůže říct pravdu o špionovy a ona nechce, aby jí v jejich vztahu lhal. Nakonec jí ale pravdu řekne a stává se "jejím hrdinou" Zack a Cody mají za úkol předat vzkaz agentce "Rudý prst", která má ale se Smithem nevyřízené účty a tak se Zack a Cody dostávají do problému. Chybí: - Hostující hvězdy: Gildart Jackson jako James Smith, Sara Erikson jako Red Finger (Rudý prst) Co-hvězdy: - Speciální hostující hvězdy: - Poznámka: Tento díl byl jako první ze série TSL v USA vysílán v HD rozlišení. |         |                            |                              |                    |                    |                 |
| 23 | 2       | Ala-ka-scram               | Abra-ka-babra                | 14. srpna 2009     | 19. listopadu 2011 | 206             |
| Na lodi je kouzelník Armando, kterému se dvoří London. Začne žárlit jakmile vidí jeho asistentku Karinu... Mezitím se Cody a Bailey snaží zbavit dotěrného Zacka tak, že pozvou Woodyho, který odvede Zackovu pozornost a oni zmizí... London se Kariny zbaví pomocí svého otce. Nečekala však, že se z Kariny rázem stane její macecha. London se stává asistentkou a pokazí Armandovu show. Woody a Zack utvoří kapelu Smash & Trash se kterou chtějí vystoupit na soutěži, ale pohádají se a pro Zacka je překvapení, když se Woody na soutěži objeví. Na konci se London usmiřuje s Armandem a nalézá mu novou asistentku. Chybí: - Hostující hvězdy: Matthew Timmons jako Woody Fink, Savannah Jayde jako Tanya, Briana Lane as Karina, Justin Kredible jako Armando Co-hvězdy: - Speciální hostující hvězdy: -                                                   |         |                            |                              |                    |                    |                 |
| 24 | 3       | In the Line of Duty        | Ve službě                    | 21. srpna 2009     | 10. prosince 2011  | 203             |
| Zack je za trest poslán do práce hlídače lodi. Práci však bere přespříliš vážně a všechny zavře "po škole". Bailey a Cody si mezitím uvědomují, že na sebe mají málo času, když navíc Bailey vezme práci prodavačky v Londonině butiku. Má však zákaz cokoli prodávat. Když Zack dostihne i Codyho,Bailey a London, nenávidí ho celá loď. Na konci odevzdává odznak Mosebymu a vrací se do starých kolejí... Chybí: - Hostující hvězdy: Matthew Timmons jako Woody Fink, Erin Cardillo jako Emma Tutweiller, Marisa Theodore jako Cara, Windell D. Middlebrooks jako Kirby Morris Co-hvězdy: - Speciální hostující hvězdy: - |         |                            |                              |                    |                    |                 |
| 25 | 4       | Kitchen Casanova           | Casanova v kuchyni           | 4. září 2009       | 26. listopadu 2011 | 202             |
| Cody je učitelem vaření, přičemž se stane středem pozornosti a "nevědomky" flirtuje s ostatními žákyněmi. Bailey žárlí, a tak "na oko" flirtuje s Woodym. Mezitím prodává London Zackovi obrazy, vytvořené kýchnutím z jídla za 30,000 $. Poté, co Zack tuto skutečnost zjistí, snaží se obrazy prodat sám, což se mu nedaří, protože obrazy "nejsou od London". Chybí: Phill Lewis jako pan Moseby Hostující hvězdy: Matthew Timmons jako Woody Fink, Rachael Bell jako Addison, Jennifer Rhodes jako paní McCracken, Leslie-Anne Huff jako Reina Co-hvězdy: - Speciální hostující hvězdy: - |         |                            |                              |                    |                    |                 |
| 26 | 5       | Smarticle Particle'        | Vitamíny chytramíny          | 11. září 2009      | 17. prosince 2011  | 201             |
| Zack ve snaze napálit Woodyho, omylem napálí kapitánku mužského wrestlingového týmu - Becky a je nucen ji pozvat na rande, v pudu sebezáchovy. Cody se mezitím vsadí s Bailey, že nedokáže udělat z London výbornou studentku. Vše vypadá pro Bailey špatně, když ale objeví psychologickou metodu s parfémem a později s rtěnkou, věci se náhle dají do pohybu... Chybí: - Hostující hvězdy: Matthew Timmons jako Woody Fink, Staci Pratt jako Becky Co-hvězdy: - Speciální hostující hvězdy: - |         |                            |                              |                    |                    |                 |
| 27 | 6       | Family Thais               | Rodinná pouta                | 18. září 2009      | 26. prosince 2011  | 209             |
| London a Bailey jsou v Thajsku na návštěvě Lonodniné babičky. Když zjišťují, že je chudá, snaží se z ní udělat přesný opak, přičemž babička se snaží udělat totéž s London. Mezitím se na lodi odehrává zápletka s dívkou, která se líbí Zackovi a později se do toho připlete i Cody. Chybí: Phill Lewis jako pan Moseby Hostující hvězdy: Erica Aulds jako Sasha, Ashley Farley jako Hilary, Elizabeth Sung jako Khun Yai Co-hvězdy: - Speciální hostující hvězdy: - |         |                            |                              |                    |                    |                 |
| 28 | 7       | Goin' Bananas              | Banány                       | 25. září 2009      | 26. prosince 2011  | 204             |
| Zack použije Codyho starý referát a vydává ho za svůj. Netuší ale, že Cody použil fiktivní banánovou fobii, kvůli které Zack podstupuje terapii u pana Blanketa. Mezitím žádá London Bailey, aby ji našla aktivitu, která zabaví její palce, když jí slečna Tutweiller sebrala všechny mobily. Woody tráví všechen volní čas hraním počítačové hry "Better life". Cody se mu snaží vysvětlit, že nemůže takhle trávit celý život... Chybí: Phill Lewis jako pan Moseby Hostující hvězdy: Matthew Timmons jako Woody Fink, Rachael Bell jako Addison, Erin Cardillo jako Emma Tutweiller, Michael Hitchcock jako pan Blanket Co-hvězdy: - Speciální hostující hvězdy: - |         |                            |                              |                    |                    |                 |
| 29a | 8a      | Lost at Sea, part 1        | Ztraceni na moři 1.část      | 2. října 2009      | 9. června 2012     | 207             |
| Krátce poté, co začne nový semestr, se Cody, Bailey, Zack, Woody a London nedopatřením ocitnou v záchranném člunu uprostřed oceánu. Zakotví na pustém ostrově. Vztah Codyho a Bailey se začíná rozpadat pro Codyho "neschopnost". Chybí: - Hostující hvězdy: Matthew Timmons jako Woody Fink, Erin Cardillo jako Emma Tutweiller, Michelle DeFraites jako Jenna Co-hvězdy: - Speciální hostující hvězdy: - Poznámka: Tento díl je první část dvojdílu. |         |                            |                              |                    |                    |                 |
| 29b | 8b      | Lost at Sea, part 2        | Ztraceni na moři 2.část      | 2. října 2009      | 10. června 2012    | 208             |
| Moseby a Emma zjišťují, jak se z lodi dostaly děti. Vše si vyzkouší na vlastní kůži, když Moseby omylem zmáčkne spouštěcí tlačítko. Codyho a Baileynin vztah je zachráněn těsně před únikem v balónu, jenž je sestaven z Londoniných šatů. Dětí se dostávají na palubu a personál zůstává na ostrově.. Chybí: - Hostující hvězdy: Matthew Timmons jako Woody Fink, Erin Cardillo jako Emma Tutweiller Co-hvězdy: - Speciální hostující hvězdy: - Poznámka: Tento díl je druhá část dvojdílu. |         |                            |                              |                    |                    |                 |
| 30 | 9       | Roomies                    | Spolubydlící                 | 16. října 2009     | 4. února 2012      | 210             |
| Na loď přichází Marcus Little, bývalá dětská hvězda. Dostává lůžko u Zacka v kajutě. Zack se mezitím snaží zjistit Marcusovu pravou totožnost. Mezitím si dává Cody s Bailey sérii přátelských utkání v různých soutěžích. Chybí: - Hostující hvězdy: Matthew Timmons jako Woody Fink Co-hvězdy: Jill Basey jako Widow, Veronica Dunne jako Tiffany Speciální hostující hvězdy: - Poznámka: Doc Shaw nastupuje v tomto dílu do seriálu jako Marcus Little. |         |                            |                              |                    |                    |                 |
| 31 | 10      | Crossing Jordin            | Přejdi Jordin                | 23. října 2009     | 25. února 2012     | 213             |
| Zack, Cody a Marcus se pokouší vymyslet píseň pro hostující hvězdu na S.S.Tipton - Jordin Sparks. London má mezitím na starosti vítěze soutěže o týden s ní... Chybí: - Hostující hvězdy: Cameron Escalante jako Alyssa, Dave Secor jako George Co-hvězdy: - Speciální hostující hvězdy: Jordin Sparks hrála sama sebe |         |                            |                              |                    |                    |                 |
| 32 | 11      | Bermuda Triangle           | Bermurdský trojúhelník       | 13. listopadu 2009 | 11. února 2012     | 211             |
| Zack a Cody dostanou od rodičů k 16. narozeninám 200 $, ale nemohou se dohodnout, jak je utratit. Při hádce dojde k roztržení šeku, po čemž si oba přejí, aby byli jedináčci. Jejich přání se po vstupu lodi do Bermudského trojúhelníku splní. Zack se chová jako, kdyby žil s matkou a Cody s otcem. Chybí: - Hostující hvězdy: Matthew Timmons jako Woody Fink Co-hvězdy: Aileen Hurtado jako tančeník Flamenca Speciální hostující hvězdy: - Poznámka: Tento díl je první, který Phill Lewis režíroval a zároveň v něm i účinkoval. |         |                            |                              |                    |                    |                 |
| 33 | 12      | The Beauty and the Fleeced | Krásky a podvodníci          | 20. listopadu 2009 | 18. února 2012     | 212             |
| Zack, Marcus a Woody pořádají falešnou soutěž krásy, aby nahnali holky. Když vše zjistí Moseby, přinutí je za trest soutěž dokončit. Bailey ve snaze porazit London vstoupí do soutěže také. Najímá si jako trenéra Codyho, ale nakonec je na něj naštvaná, protože vše trochu přehání... Chybí: - Hostující hvězdy: Matthew Timmons jako Woody Fink, Brittany Ross jako Capri Co-hvězdy: - Speciální hostující hvězdy: - |         |                            |                              |                    |                    |                 |
| 34 | 13      | The Swede Life             | Švédský život                | 4. prosince 2009   | 1. dubna 2012      | 215             |
| Zack, Cody, Bailey a London navštěvují švédské městečko Martinsgrad, založené dvojčaty Martinovými (údajní předci Zacka a Codyho), aby zjistili, proč místní nesnáší své zakladatele. Mezitím chce Moseby a Marcus navštívit muzeum skupiny ABBA, ale ztroskotají na reklamacích v obchodě, kvůli ztraceným šroubům u Mosebyho nočního stolku. Chybí: - Hostující hvězdy: Ed Begley Jr. jako starosta Ragnar, Katie Gill jako Dorta, Mary Kate McGeehan jako Helga Co-hvězdy: - Speciální hostující hvězdy: - |         |                            |                              |                    |                    |                 |
| 35 | 14      | Mother of the Groom        | Ženichova matka              | 8. ledna 2010      | 4. září 2012       | 217             |
| Na palubu přichází Esteban, aby se oženil. Zack, Cody, Marcus a pan Moseby pro něj tak uspořádají pánskou jízdu, kam se přidá i Dudley (Estebanovo kuře). Mezitím se snaží Bailey a London nalézt v jeho matce staré záliby, aby souhlasila se svatbou. To se povede a Esteban si vezme Francescu. Chybí: - Hostující hvězdy: Adrian R'Mante jako Esteban Chulio Ricardo Montoya de la Rosa Ramirez, Marisa Ramirez jako Francesca Co-hvězdy: - Speciální hostující hvězdy: Charo jako Señora Ramirez |         |                            |                              |                    |                    |                 |
| 36 | 15      | The Defiant Ones           | Útek v řetězech              | 15. ledna 2010     | 19. května 2012    | 218             |
| Cody se dostává do sítě lží, když není schopen udělat domácí úkol.Tak si vymyslí, že byl s Bailey, protože si něco udělala s nohou,a ta na to řekla, že si ji zlomila když byla hlídat Ivanu, Londoniného psa, ale Lodon se omylem přeřekne, a vše skončí tak, že Ivana jakobi zemřela. Mezitím dostávají Moseby a Zack lekce, jak spolu vycházet... Chybí: - Hostující hvězdy: Erin Cardillo jako Emma Tutweiller, Michael Hitchcock jako pan Blanket Co-hvězdy: - Speciální hostující hvězdy: - |         |                            |                              |                    |                    |                 |
| 37 | 16      | Any Given Fantasy          | Tým snů                      | 18. ledna 2010     | 23. června 2012    | 220             |
| Pan Moseby zakázal hrát na lodi fotbal, a tak se Woody,Marcus a Zack uchylují k fantasy fotbalu. Cody se mezitím učí od Kirbyho, jak hrát fotbal. Poté, co London vloží do soutěže zlatou trofej, jsou Woody,Marcus a Zack schopni navléct na sebe bizarní kostýmy. Chybí: Debby Ryan jako Bailey Pickett Hostující hvězdy: Windell D. Middlebrooks jako Kirby Morris, Matthew Timmons jako Woody Fink Co-hvězdy: - Speciální hostující hvězdy: Kurt Warner hrál sám sebe Poznámka: Tento díl byl jako první vysílán v premiéře USA na Disney XD. |         |                            |                              |                    |                    |                 |
| 38 | 17      | Rollin' With the Holmies   | Hrátky s Scharloky           | 29. ledna 2010     | 3. března 2012     | 214             |
| Cody se snaží vyřešit záhadu ztracené knihy, která patřila královně Elizabeth II. Mezitím učí pan Moseby Zacka a Marcuse hrát kroket, aby mohli porazit Londoniného snobského přítele a jeho kamaráda. Chybí: - Hostující hvězdy: Matthew Timmons jako Woody Fink, Charles Shaughnessy jako Constable, Jarrett Sleeper jako Wicket Co-hvězdy: Blaise Embry jako Snively, Brad Sergi jako Bobby Speciální hostující hvězdy: - |         |                            |                              |                    |                    |                 |
| 39 | 18      | Can You Dig It?            | Vykopeš to?                  | 12. února 2010     | 1. července 2012   | 223             |
| Když Zack náhodou nalezne korunu princezny Zarii, bere si všechny zásluhy z Codyho letitého výzkumu. Mezitím se duch Zarii přesídlí do Bailey, která se snaží získat korunu zpět. Na Codym je zachránit svůj výzkum i svou dívku před chtíčem a temnou silou. Chybí: Phill Lewis jako pan Moseby Hostující hvězdy: Erin Cardillo jako Emma Tutweiller, Alex Cambert jako Luis, Lesli Margherita jako Isabel Co-hvězdy: - Speciální hostující hvězdy: - |         |                            |                              |                    |                    |                 |
| 40 | 19      | London's Apprentice        | London a vynálezci           | 26. února 2010     | 14. července 2012  | 219             |
| Pan Tipton potřebuje, aby London vymyslela nápad na nový vynález. London tedy nabízí 1,000,000 $ tomu, kdo vydá nejlepší nápad. Všichni se tak předhánějí, mezitím dá London pytel s penězi Kirbymu, ale ten ho ztratí... Chybí: - Hostující hvězdy: Windell D. Middlebrooks jako Kirby Morris Co-hvězdy: Brandon Ellison jako Chefinator Speciální hostující hvězdy: - |         |                            |                              |                    |                    |                 |
| 41 | 20      | Once Upon a Suite Life     | Bylo nebylo                  | 5. března 2010     | 21. července 2012  | 225             |
| London, Cody a Zack usnou během hodiny, kdy slečna Tutweiller vypráví o pohádkách. Zdá se jim, že jsou postavami v klasickým pohádkách jako Sněhurka, Perníková chaloupka nebo Jack a fazole... Chybí: - Hostující hvězdy: Erin Cardillo jako Emma Tutweiller, Matthew Timmons jako Woody Fink, Michael Airington jako Kouzelné zrcadlo Co-hvězdy: - Speciální hostující hvězdy: - |         |                            |                              |                    |                    |                 |
| 42 | 21      | Marriage 101               | Manželství pro začátečníky   | 19. března 2010    | 28. července 2012  | 221             |
| Třídní úkol je simulovat manželství a učit se výzvám, které manželství denně přináší. Cody "si vezme" Bailey, Zack "si vezme" London a Woody "si vezme" Addison. Vše je v pořádku, než si Cody na "Kole života" vytočí zranění. Jeho vztah s Bailey začíná dostávat vážné trhliny. Chybí: Phill Lewis jako pan Moseby Hostující hvězdy: Erin Cardillo jako Emma Tutweiller, Matthew Timmons jako Woody Fink, Rachael Bell jako Addison Co-hvězdy: - Speciální hostující hvězdy: - |         |                            |                              |                    |                    |                 |
| 43 | 22      | Model Behavior             | Modelky na palubě            | 27. března 2010    | 4. listopadu 2012  | 228             |
| Když pan Moseby na víkend opouští loď, Marcus se Zackem se rozhodnou uspořádat na lodi párty s modelkami. Janicce a Jessica přichází na loď právě jako modelky a Cody se bojí, že Bailey by mohla žárlit, ale nakonec, když Bailey ani trochu nežárlí, se mu to nelíbí. O párty se nesmí dovědet majitelka agentury Cindy. Zack a Marcus se snaží odvést pozornost Cindy s pomocí Woodyho, jenž se "převlékne" za mužského modela. Bailey a Jenice se snaží Codyho napálit tím, že se budou o Codyho hádat, aby měl konečně radost, že Bailey na něj žárlí.. Chybí: - Hostující hvězdy: Camilla a Rebecca Rosso jako Janice a Jessica, Matthew Timmons jako Woody Fink, Cassidy Gifford jako Kate Co-hvězdy: - Speciální hostující hvězdy: Kathie Lee Gifford jako Cindy                                                                                               |         |                            |                              |                    |                    |                 |
| 44 | 23      | Rock the Kasbah            | Splněná přání                | 19. dubna 2010     | 4. srpna 2012      | 222             |
| Cody chce koupit náušnice pro Bailey, ale Zack trvá na tom, že s prodavačem musí vyjednávat o lepší ceně. Mezitím Bailey,London,Woody a Marcus najdou kouzelnou lampu s džinem, ale nemohou se dohodnout, kdo vlastně bude mít přání, a tak je všechno na Bailey aby rozhodla kdo si nechá přání, ale nevědomky upustí lampu, a vzbudí džina který má za úkol splnit přání.Nakonec se to všechno Bailey zdá. Chybí: - Hostující hvězdy: Matthew Timmons jako Woody Fink, Amro Salama jako Youssef, Matthew Willig jako Genie Co-hvězdy: - Speciální hostující hvězdy: - |         |                            |                              |                    |                    |                 |
| 45 | 24      | I Brake for Whales         | Zachraňte velryby            | 23. dubna 2010     | 14. dubna 2012     | 216             |
| S.S.Tipton právě projíždí v cestě vzácné modré velryby. Cody,Bailey,Marcus a Zack se rozhodnou pro zamčení se ve strojovně, ve snaze změnit kurz lodi. Vše ale není tak jednoduché. Kirby a pan Moseby se dostávají též do strojovny, s cílem zastavit plán. Poté, co zhlédnou velrybu na Codyho notebooku se ale k plánu přidají... Chybí: - Hostující hvězdy: Windell D. Middlebrooks jako Kirby Morris Co-hvězdy: Neil Ross jako vypravěč ve filmu o velrybách Speciální hostující hvězdy: - |         |                            |                              |                    |                    |                 |
| 46 | 25      | Seven Seas News            | Zprávy sedmi moří            | 7. května 2010     | 20. srpna 2012     | 224             |
| Studenti Seven Seas High připravují "zprávy". Zack a Bailey jsou moderátoři, ale Zack nepustí Bailey ke slovu. Woody je nešikovný kameraman. London, coby rosnička, je zmatená ze zeleného klíčovacího plátna. A Cody hledá ztracené cestujícího z pokoje, z nějž se později vyklube Londonina šatna. Vše tak nakonec končí u "Lodních policistů"-Kirbyho pořadu, kde Kirby honí Woodyho, Chytá Zacka za krádež jeho budny, a načape Bailey s Codym od rtěnky za džusovým barem....:)))) Chybí: Doc Shaw jako Marcus Little a Phill Lewis jako pan Moseby Hostující hvězdy: Windell D. Middlebrooks jako Kirby Morris, Matthew Timmons jako Woody Fink, Erin Cardillo jako Emma Tutweiller Co-hvězdy: - Speciální hostující hvězdy: - |         |                            |                              |                    |                    |                 |
| 47 | 26      | Starship Tipton            | Vesmírná loď Tipton          | 14. května 2010    | 14. září 2012      | 227             |
| Zack, Cody, Bailey ,London, Marcus a pan Moseby jsou poslání do budoucnosti, aby zachránili posádku vesmírné lodi Tipton, která v ohrožení kvůli žertíku Zackova (pra-pra-pra....)potomka Zerka. London potkává svého (pra-pra-pra...)vnuka Roma. Celý příběh nakonec vypráví sám Zack slečně Tutweiller. Chybí: - Hostující hvězdy: Erin Cardillo jako Emma Tutweiller, Joe Green jako robot Moseby, Jonathan Kite jako Anterian Co-hvězdy: - Speciální hostující hvězdy: George Takei jako Rome Tipton |         |                            |                              |                    |                    |                 |
| 48 | 27      | Mean Chicks                | Pěkný ptáčci                 | 11. června 2010    | 3. listopadu 2012  | 226             |
| Bailey se sází s London o 1 milion $, že London nedokáže vydržet týden, aniž by Bailey urazila. London tak žádá pana Blanketa, aby jí s tímto úkolem pomohl. London sázku vyhraje, ale protože Bailey 1 milion $ nemá, prosí London, aby každá její příští urážka byla odčiněním milionu. London tak musí Bailey milionkrát urazit. Mezitím se Cody snaží zbavit racka, který se ho snaží zabít, protože mu snědl hranolky. Mezitím pan Blanket pomáhá Mosebymu zbavit se jeho fóbie ze včel... Chybí: - Hostující hvězdy: Michael Hitchcock jako pan Blanket Co-hvězdy: - Speciální hostující hvězdy: - |         |                            |                              |                    |                    |                 |
| 49a | 28a     | Breakup in Paris, part 1   | Rozchod v Paříži 1.část      | 18. června 2010    | 1. prosince 2012   | 229             |
| Cody a Bailey plánují oslavu ročního výročí, když navíc loď kotví v Paříži. Moseby zatím vyhraje Tour de France, ale nedopadne dobře. Cody připravuje vše tak dokonale, že požádá London, aby mu hrála Bailey. Když je ale Bailey přistihne při fingovaném tanci, myslí si, že Cody ji podvádí s jakousi Francouzkou. Chybí: - Hostující hvězdy: Al Benner jako Pascal, Nick Roux jako Jean Luc, Stelio Savante jako Stephane, Matthew Timmons jako Woody Fink, Larry Vanburen Jr. jako Dante Co-hvězdy: Suzan Brittan jako Katarina, Monica Smith jako Chloe Speciální hostující hvězdy: - Poznámka: Tento díl je první část dvojdílu. |         |                            |                              |                    |                    |                 |
| 49b | 28b     | Breakup in Paris, part 2   | Rozchod v Paříži 2.část      | 18. června 2010    | 2. prosince 2012   | 230             |
| Poté, co Bailey zjistila, že ji Cody podvádí (ačkoliv to tak není), podléhá kouzlu objetí od francouzského mladíka.. Cody ovšem vše vidí. Dochází k těžké hádce a Cody s Bailey se nakonec rozchází. Ovšem se ve třetí řadě dají dohromady, po hře ve které si Cody uvědomí, že byla hloupost se s ní rozejít. Nebojte! :) Marcus se snaží obehrát Danteho, který si hraje na Lil' Littla. Zack a Woody jsou zatím na stopě zlodějům umění... Chybí: - Hostující hvězdy: Al Benner jako Pascal, Nick Roux jako Jean Luc, Stelio Savante jako Stephane, Matthew Timmons jako Woody Fink, Larry Vanburen Jr. jako Dante Co-hvězdy: Suzan Brittan jako Katarina, Monica Smith jako Chloe Speciální hostující hvězdy: - Poznámka: Tento díl je druhá část dvojdílu. |         |                            |                              |                    |                    |                 |